# Germania Ovest ai Giochi della XXI Olimpiade
La Germania Ovest partecipò ai Giochi della XXI Olimpiade che si sono svolti a Montréal dal 17 luglio al 1º agosto 1976, con una delegazione di 290 atleti impegnati in 20 discipline per un totale di 163 competizioni. Portabandiera alla cerimonia di apertura fu il cinquantenne cavaliere Hans Günter Winkler, già più volte campione olimpico, giunto alla sua sesta partecipazione ai Giochi.
Il bottino della squadra fu di 39 medaglie: 10 d'oro, 12 d'argento e 17 di bronzo, che le valsero il quarto posto nel medagliere complessivo. La Germania Ovest fu prima nei medaglieri di tre discipline: ciclismo, equitazione e vela. L'atleta che vinse più medaglie fu Annegret Richter, con un oro e due argenti nell'atletica leggera. L'unico rappresentante della Germania Ovest a vincere due medaglie d'oro fu il ciclista Gregor Braun.

## Medaglie
| Medaglia | Nome                                                                           | Sport              | Evento                        |
| -------- | ------------------------------------------------------------------------------ | ------------------ | ----------------------------- |
| Oro      | Annegret Richter                                                               | Atletica leggera   | 100 metri                     |
| Oro      | Gregor Braun                                                                   | Ciclismo           | Inseguimento individuale      |
| Oro      | Peter Vonhof Gregor Braun Hans Lutz Günther Schumacher                         | Ciclismo           | Inseguimento a squadre        |
| Oro      | Alwin Schockemöhle                                                             | Equitazione        | Salto individuale             |
| Oro      | Harry Boldt Gabriela Grillo Reiner Klimke                                      | Equitazione        | Dressage a squadre            |
| Oro      | Alexander Pusch                                                                | Scherma            | Spada individuale             |
| Oro      | Thomas Bach Matthias Behr Harald Hein Klaus Reichert Erik Sens-Gorius          | Scherma            | Fioretto a squadre            |
| Oro      | Karl-Heinz Smieszek                                                            | Tiro               | Fucile 50 m seduti            |
| Oro      | Frank Hübner Harro Bode                                                        | Vela               | Classe 470                    |
| Oro      | Eckart Diesch Jörg Diesch                                                      | Vela               | Classe Flying Dutchman        |
| Argento  | Guido Kratschmer                                                               | Atletica leggera   | Decathlon                     |
| Argento  | Annegret Richter                                                               | Atletica leggera   | 200 metri                     |
| Argento  | Inge Helten Annegret Kroniger Elvira Poßekel Annegret Richter                  | Atletica leggera   | Staffetta 4×100 metri         |
| Argento  | Marion Becker                                                                  | Atletica leggera   | Lancio del giavellotto        |
| Argento  | Otto Ammermann Herbert Blöcker Helmut Rethemeier Karl Schultz                  | Equitazione        | Concorso completo a squadre   |
| Argento  | Alwin Schockemöhle Paul Schockemöhle Sönke Sönksen Hans-Günter Winkler         | Equitazione        | Salto a squadre               |
| Argento  | Harry Boldt                                                                    | Equitazione        | Dressage individuale          |
| Argento  | Peter-Michael Kolbe                                                            | Canottaggio        | Singolo                       |
| Argento  | Günter Neureuther                                                              | Judo               | Pesi massimi                  |
| Argento  | Jürgen Hehn                                                                    | Scherma            | Spada individuale             |
| Argento  | Reinhold Behr Volker Fischer Jürgen Hehn Hannes Jana Alexander Pusch           | Scherma            | Spada a squadre               |
| Argento  | Ulrich Lind                                                                    | Tiro               | Fucile 50 m seduti            |
| Bronzo   | Paul-Heinz Wellmann                                                            | Atletica leggera   | 1500 metri                    |
| Bronzo   | Klaus-Peter Hildenbrand                                                        | Atletica leggera   | 5000 metri                    |
| Bronzo   | Bernd Herrmann Franz-Peter Hofmeister Lothar Krieg Harald Schmid               | Atletica leggera   | Staffetta 4×400 metri         |
| Bronzo   | Inge Helten                                                                    | Atletica leggera   | 100 metri                     |
| Bronzo   | Thomas Strauß Peter van Roye                                                   | Canottaggio        | Due senza                     |
| Bronzo   | Hans-Johann Färber Siegfried Fricke Ralph Kubail Peter Niehusen Hartmut Wenzel | Canottaggio        | Quattro con                   |
| Bronzo   | Edith Eckbauer-Baumann Thea Einöder-Straube                                    | Canottaggio        | Due senza                     |
| Bronzo   | Karl Schultz                                                                   | Equitazione        | Concorso completo individuale |
| Bronzo   | Reiner Klimke                                                                  | Equitazione        | Dressage individuale          |
| Bronzo   | Eberhard Gienger                                                               | Ginnastica         | Sbarra                        |
| Bronzo   | Adolf Seger                                                                    | Lotta libera       | Pesi medi                     |
| Bronzo   | Karl-Heinz Helbing                                                             | Lotta greco-romana | Pesi welter                   |
| Bronzo   | Peter Nocke                                                                    | Nuoto              | 100 m stile libero            |
| Bronzo   | Michael Kraus Walter Kusch Peter Nocke Klaus Steinbach                         | Nuoto              | Staffetta 4x100 m misti       |
| Bronzo   | Reinhard Skricek                                                               | Pugilato           | Pesi welter                   |
| Bronzo   | Werner Seibold                                                                 | Tiro               | Fucile 50 m tre posizioni     |
| Bronzo   | Jörg Schmall Jörg Spengler                                                     | Vela               | Classe Tornado                |

## Risultati

### Pallanuoto
| Atleta | Classifica |                           |
| --- | --- | ------------------------- |
| V · D · M Nazionale maschile tedesca occidentale di pallanuoto · Giochi olimpici - Montréal 1976 Kilian • Weeke • Simon • Stiefel • Freund • Mechler • Jellinghaus • Obschernikat • Kilian • Röhle • Wolf · CT : Nicolae Firoiu | 6° |                           |
| Nazionale maschile tedesca occidentale di pallanuoto · Giochi olimpici - Montréal 1976 | |                           |
| Kilian • Weeke • Simon • Stiefel • Freund • Mechler • Jellinghaus • Obschernikat • Kilian • Röhle • Wolf · CT: Nicolae Firoiu                                                                                                   | Kilian • Weeke • Simon • Stiefel • Freund • Mechler • Jellinghaus • Obschernikat • Kilian • Röhle • Wolf · CT: Nicolae Firoiu | Germania Ovest (bandiera) |